# ソノブイ

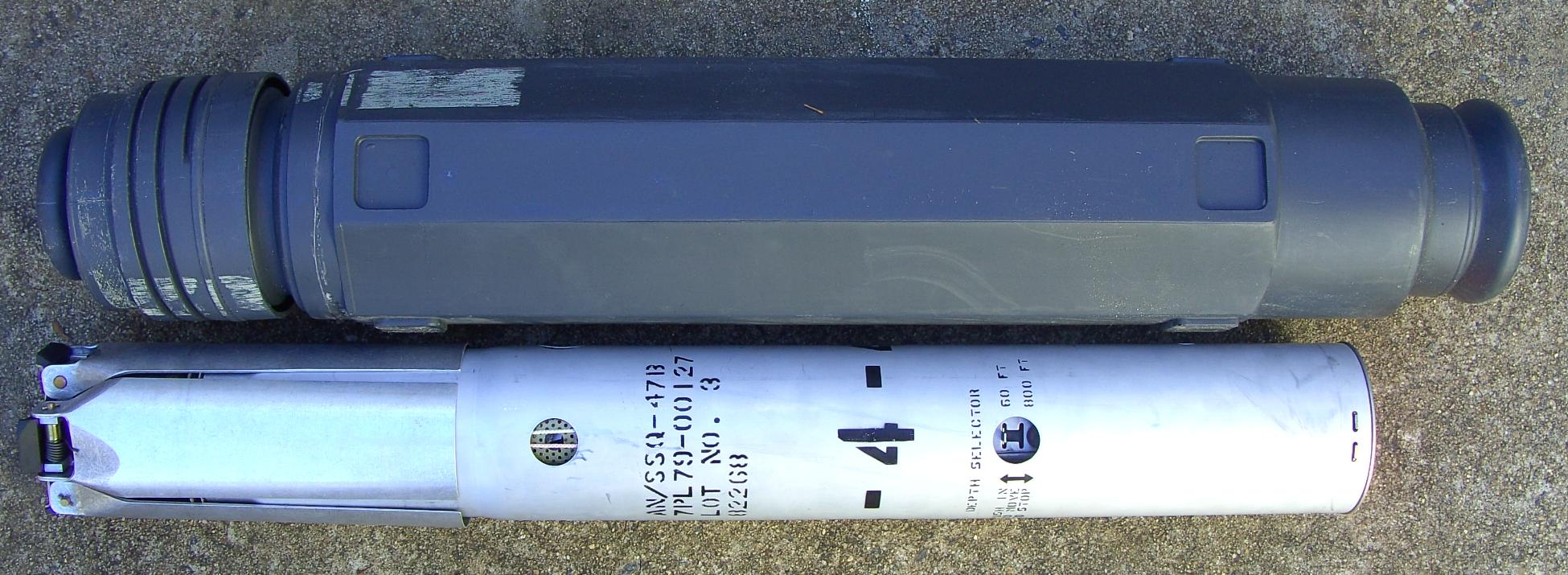
アメリカ海軍ほかで使われている代表的なソノブイの一つ、SSQ-47B
上は機内格納時用の樹脂製ケース

ソノブイ（英語: sonobuoy）は、水中聴音または反響定位のため、航空機から水中に投下して使用する小型のソナー装置。水中音響信号を受信して電波で送信する航空機投下式のブイである。

## 設計
ソノブイは、一般に、投下されるとパラシュート等で減速し、海面に接したところで分解して、フロートと超短波（VHF）通信アンテナを海面上に残して、送受波器部が所定の深度にまで急速に潜っていくことになる。
ソノブイには発光源がついており、上空からでも浮いている位置が分かるようになっているが、昼間には視認性が低いため、発煙筒を一緒に投下する場合もある。また音響信号を送信する無線のチャンネル数にも限りがあるため、一定時間経過すると自沈するようになっている。

### 送受波器
送波・受波の形式に応じて、下記のように分類できる。アメリカ海軍では、パッシブ・アクテイブのいずれについても、指向性を備えたソノブイのみを調達するようになっている。

#### パッシブソノブイ
パッシブ・ソナーに相当し、目標の放射音を受信するソノブイ。
LOFARソノブイ（Low Frequency Analysis and Recording, 低周波捕捉）
全指向性受波器を有し、低周波信号の受信を目的とするパッシブソノブイ。背景雑音から狭帯域の信号を抽出するため、時間領域の積分によるスペクトル分析を行っている。旧来のパッソブソノブイではおおむね視程内の目標しか探知できなかったのに対して、遠達性に優れた低周波帯にも対応したことで、探知範囲は大幅に拡大された。標準的なAN/SSQ-41の場合、周波数10－20キロヘルツの範囲を聴音できる。
DIFARソノブイ（directional LOFAR, 指向性捕捉）
指向性受波器とコンパスを有し、方位検出を可能とするパッシブソノブイ。お互いに直交する2本の音響ビームを形成することによって、1つの音響信号の2つの成分を分析し、2つのLOFAR信号を検出することができる。このため、音響信号処理の観点からは、DIFARソノブイ1本でLOFARソノブイ2本に相当する。
VLADソノブイ（vertical line array DIFAR, 指向性指令探信）
鉛直方向に直線配列された受波器を有するDIFARソノブイ。船舶航行雑音の影響を低減するとともに海底反跳（BB）チャネルを利用できるように、垂直方向に傾斜したビームを形成する。

#### アクティブソノブイ
アクティブ・ソナーに相当し、音波を送信して反響定位を行うソノブイ。
CASSソノブイ（command active sonobuoy system, 指令探信）
全指向性の送受波器を有し、音波の送信などを航空機から制御することができるアクティブソノブイ。また特に連続波のみを発するものをRO（Range-only）と称することもある。
DICASSソノブイ（directional CASS）
指向性受波器とコンパスを有し、方位検出を可能とするCASSソノブイ。イギリス海軍ではCAMBSと称される。CW・FMパルスを送信でき、実質的に探信儀と同様の機能を備えている。

#### その他のブイ
音響測定のためには、海水温度の把握が必要である。そのために、ソノブイではないが、運用を支援するブイとして、海水温度鉛直分布測定ブイがあり、アメリカ軍ではAN/SSQ-36EXBT(Expendable Bathythermograph)を用いている。これは水深800mまでの海水温度を測定し、送信することができる。
海上自衛隊では、BTブイ HQS-51を使用している。

### 音響信号処理
ソナー・システムでは、ウェット・エンドで捉えた音響信号をコンピュータ等で適切に処理して初めて音響情報となる。このような処理を行うシステムは艦船や航空機のなかにあることから「ドライ・エンド」とも称される。この音響信号処理にはかなりの情報処理能力が必要となり、また人間の介在も必要となることから、ドライ・エンドは投下した母機・母艦に配置して、ソノブイそのものは、ウェット・エンドと、音響信号を送信するための無線装置を備えることになる。
音響信号の送信には、一般的に136－173メガヘルツのVHF無線リンクが使用される。ソノブイ受信機としては、AN/ARR-72のように31チャンネルのものが一般的だったが、アメリカ海軍では1980年代よりAN/ARR-78のように99チャンネルのものが採用されるようになった。

## 主なソノブイ等の一覧
| 名称       | 運用者   | 用途                        | 備考                                         |
| ---------- | -------- | --------------------------- | -------------------------------------------- |
| AN/SSQ-36  | アメリカ | BT                          | 音響環境把握のための海水温度測定             |
| AN/SSQ-41  | アメリカ | LOFAR                       |                                              |
| AN/SSQ-53  | アメリカ | DIFAR                       |                                              |
| AN/SSQ-57  | アメリカ | 背景騒音測定                |                                              |
| AN/SSQ-62  | アメリカ | DICASS                      |                                              |
| AN/SSQ-77  | アメリカ | VLAD                        | 垂直方向の音響方向を測定するパッシブソナー   |
| AN/SSQ-86  | アメリカ | 通信用音響ブイ              | 潜水艦に向けて、一方的に音響通信を発するブイ |
| AN/SSQ-101 | アメリカ | ADAR                        | 水平アレイを展開するパッシブソノブイ         |
| AN/SSQ-110 | アメリカ | EER                         | Extended Echo Ranging (EER)。探信音装置。    |
| AN/SSQ-125 | アメリカ | EER                         |                                              |
| RGB-15     | ロシア   | パッシブソノブイ            |                                              |
| RGB-25     | ロシア   | パッシブソノブイ            |                                              |
| RGB-55     | ロシア   | アクティブ/パッシブソノブイ |                                              |
| RGB-75     | ロシア   | パッシブソノブイ            |                                              |
| HQS-13     | 日本     | DIFAR                       |                                              |
| HQS-15     | 日本     | ADAR                        |                                              |
| HQS-33     | 日本     | DICASS                      |                                              |
| HQS-34     | 日本     | EER                         |                                              |
| HQS-35     | 日本     | DICASS                      |                                              |
| HQS-42     | 日本     | VLAD                        |                                              |
| HQS-43     | 日本     | DIFAR                       | 高性能ダイファーブイ                         |
| HQS-51     | 日本     | BT                          |                                              |

参考

## 戦術

### ジュリー
ジュリー（Julie）戦術は、潜水艦の推定潜没位置にソノブイを敷設し、さらにそれを中心とする一定距離の円周上にも複数のソノブイを敷設し、それぞれのソノブイに発音弾を投下して、水中の潜水艦からの反響音を捕捉、その所要時間差を計測して距離に換算し、潜水艦の位置を局限するものである。基本的には、DIFAR登場以前の旧来のパッソブソノブイを用いた戦術に発音弾を組み合わせたものであり、セミアクティブと位置付けられる。
その後、下記のジェジベル戦術の普及に伴い、P-2Jの近代化改修機では、ジュリー装置は廃止された。ただしアメリカ海軍では、その後、ジュリー戦術と同様のコンセプトに基づいたEER（Extended Echo-Ranging）の技術開発を再開し、冷戦後には浅海域対潜戦に対応して発展させた。

### ジェジベル
ジェジベル（Jezebel）戦術は、捜索海域に一定間隔でDIFARソノブイを敷設し、上空を飛行しつつそれをモニターして、潜水艦が発したと思われる音響信号を捉えることで位置を局限化するものであり、捜索の原理そのものは簡単である。
これを実用化するためには、海中の音響を微小単位で周波数分析する技術の開発が必要であった。海中に敷設したソノブイからの音響を、極めて低い周波数帯で連続して周波数分析し、表示装置に時間経過とともに描かれる分析結果の特性を解析することよって、潜水艦を探知するのである。またこの戦術では、数理統計学的な考え方が基礎になっており、潜水艦の位置を、ピンポイントではなく存在する確率50％の海域として求める位置局限の方法を採っていた。信頼確度が高ければ、存在可能海域は小さな円形に、低ければ大きな円形になり、戦術の経過図を見ると大小の円が間欠的に連なって潜水艦の航跡を示しているのが分かる。
対潜哨戒機における究極の対潜戦術として期待されてきたが、十分な効果をもって実施するには、音響信号処理および捜索理論の持続的な開発・改良が必要であった。アメリカ海軍ではP-3Aより本格的に導入しており、海上自衛隊でも、1966年にP2V-7対潜哨戒機6機をハワイに派遣した際に、P-3A用のウェポンシステムトレーナーとジェジベル訓練装置による訓練を受けて、ジェジベル戦術導入の幕開けとなった。またP-2Jでは改良型のジェジベル装置が搭載されており、1970年代中盤には、「対潜作戦は航空集団に任せよ」というほどに自信を持ち始めていた。これを受けて護衛艦隊でも、昭和51年度末より艦艇近傍でジェジベル戦術を展開する"Closed Jezebel Operation"の検討に着手し、固定翼機によるソノブイ戦術との連携を模索したが、後に方針を転換して、艦載ヘリコプターによるソノブイ戦術が導入されることになった。

### バリアー
海峡などのチョークポイントや、船団・空母など高価値目標（HVU, High Value Unit）の警戒など、敵潜水艦の針路がある程度想定される場合は、その予想針路にあわせたバリアを敷設することがある。また上記のような戦術により探知を得て、その針路を遮るように敷設することもある。
船団に対する対潜バリアーを設置する場合、針路前方約50キロメートルの海面に横方向にソノブイを敷設する。この場合、待ち伏せている潜水艦は静粛潜航を行なっており、水中放射雑音が低いことから、アクティブソノブイが使用される。一方、後方警戒用のバリアは船団の直後に敷設されるが、こちらは船団に追いつくために騒音を出しがちであるため、パッシブソノブイが用いられる。